# World Athletics Relays
World Athletics Relays (do 2019 IAAF World Relays) – międzynarodowe zawody lekkoatletyczne organizowane pod egidą World Athletics, których pierwsza edycja odbyła się w roku 2014.
Idea organizacji zawodów narodziła się w 2011 roku. Podczas trwających dwa dni zawodów odbywa się rywalizacja w biegach sztafetowych – na dystansach 4 × 100 i 4 × 400 metrów. W 2017 do programu zawodów została włączona rywalizacja sztafet mieszanych 4 × 400 metrów, natomiast od 2025 odbywa się rywalizacja w mieszanych biegach rozstawnych na dystansie 4 × 100 metrów, będącą od 2026 konkurencją olimpijską. W przeszłości rozgrywano również biegi na nietypowych dystansach, m.in. 4 × 200, 4 × 800 i 4 × 1500 metrów czy sztafety płotkarskie. Decyzję o organizacji zawodów podjęła Rada IAAF na spotkaniu w Londynie w sierpniu 2012 roku.
Zawody stanowią główną kwalifikację do mistrzostw świata i igrzysk olimpijskich.

## Edycje
| Edycja | Gospodarz         | Data           | Stadion                        | Reprezentacji | Uczestników | Konkurencji | Źródła      |
| ------ | ----------------- | -------------- | ------------------------------ | ------------- | ----------- | ----------- | ----------- |
| 2014   | Nassau            | 24–25 maja     | Thomas Robinson Stadium        | 43            | 589         | 10          | [ 3 ] [ 5 ] |
| 2015   | Nassau            | 2–3 maja       | Thomas Robinson Stadium        | 43            | 669         | 10          | [ 3 ] [ 6 ] |
| 2017   | Nassau            | 22–23 kwietnia | Thomas Robinson Stadium        | 35            | 509         | 9           | [ 7 ]       |
| 2019   | Jokohama          | 11–12 maja     | Yokohama International Stadium | 45            | 761         | 9           | [ 8 ]       |
| 2021   | Chorzów / Silesia | 1–2 maja       | Stadion Śląski                 | 33            | 656         | 9           | [ 9 ]       |
| 2024   | Nassau            | 4–5 maja       | Thomas Robinson Stadium        | 54            | 893         | 5           | [ 10 ]      |
| 2025   | Kanton            | 10–11 maja     | Stadion Olimpijski Guangdong   | 43            | 734         | 6           | [ 11 ]      |
| 2026   | Gaborone          | 2–3 maja       | Botswana National Stadium      |               |             |             | [ 12 ]      |
| 2028   | Nassau            | 22–23 kwietnia | Thomas Robinson Stadium        |               |             |             | [ 12 ]      |